# Cleveland (Illinois)
Cleveland è un villaggio degli Stati Uniti d'America, situato nello Stato dell'Illinois, nella contea di Henry.